# 呂号第二十四潜水艦
|          |                                                                          |
| 艦歴     |                                                                          |
| 計画     | 大正7年度計画                                                            |
| 起工     | 1919年4月21日                                                            |
| 進水     | 1919年12月8日                                                            |
| 就役     | 1920年11月30日                                                           |
| 除籍     | 1935年4月1日                                                             |
| その後   | 1935年8月7日雑役船編入、橋船指定、公称第3107号と改名                     |
| 性能諸元 |                                                                          |
| 排水量   | 基準：740トン 常備：771.8トン 水中：996.8トン                            |
| 全長     | 70.1m                                                                    |
| 全幅     | 6.12m                                                                    |
| 吃水     | 3.70m                                                                    |
| 機関     | ズルツァー式2号ディーゼル2基 電動機、2軸 水上：2,600馬力 水中：1,200馬力 |
| 速力     | 水上：16.5kt 水中：8.5kt                                                 |
| 航続距離 | 水上：10ktで6,000海里 水中：4ktで85海里                                  |
| 燃料     | 重油：75トン                                                             |
| 乗員     | 46名                                                                     |
| 兵装     | 28口径8cm高角砲1門 45cm魚雷発射管 艦首4門、舷側2門 魚雷10本              |
| 備考     | 安全潜航深度：45.7m                                                      |

呂号第二十四潜水艦（ろごうだいにじゅうよんせんすいかん）は、日本海軍の潜水艦。呂十六型潜水艦（海中3型）の9番艦。竣工時の艦名は第四十二潜水艦。

## 艦歴
1919年（大正8年）4月21日、佐世保海軍工廠で起工。同年12月8日進水。1920年（大正9年）11月30日竣工。竣工時の艦名は第四十二潜水艦、二等潜水艦に類別。1924年（大正13年）11月1日、呂号第二十四潜水艦に改称。1935年（昭和10年）4月1日に除籍。同年8月7日、雑役船に編入され、橋船となり公称第3107号と改名。
呂十三型潜水艦より安全潜航深度が増大した他は大きな変更点はなかった。

## 歴代艦長
※艦長等は『日本海軍史』第9巻・第10巻の「将官履歴」及び『官報』に基づく。

### 艤装員長
- 大和田芳之介 少佐：1919年12月1日[4] - 1920年4月1日[5]
- （兼）大和田芳之介 少佐：1920年4月1日[5] - 12月1日[6]
- （兼）石井順三 少佐：1920年12月1日[6] -

### 艦長
- 大和田芳之介 少佐：1920年4月1日[5] - 12月1日[6]
- 石井順三 少佐：1920年12月1日[6] - 1921年11月1日[7]
- （心得）関禎 大尉：1921年11月1日 - 12月1日
- 関禎 少佐：1921年12月1日 - 1922年5月30日
- （心得）八代祐吉 大尉：1922年5月30日 - 1924年5月10日
- （心得）秋山勝三 大尉：1924年5月10日 - 1925年12月1日
- 佐藤寅治郎 大尉：1925年12月1日 - 1927年12月5日
- （兼）宇宿主一 大尉：1927年12月5日[8] - 1928年12月10日[9]
- （兼）宮崎武治 大尉：1928年12月10日 - 1929年11月15日
- （兼）浜野元一 大尉：1929年11月5日[10] - 1930年4月1日[11]